# Fehlingsreagens
Het fehlingsreagens is een reagens waarmee de aanwezigheid van een aldehyde-groep kan worden aangetoond. Fehlingsreagens is genoemd naar zijn uitvinder, de Duitse chemicus Hermann von Fehling (1812-1885).

## Samenstelling
Fehlingsreagens bestaat uit twee vloeistoffen: Fehlings A en Fehlings B. Deze twee vloeistoffen worden vlak voor gebruik met elkaar gemengd.
Fehlings ADit is een oplossing van ongeveer 5% koper(II)sulfaat in water.
Fehlings BDit is een oplossing van kaliumnatriumtartraat, ook wel seignettezout of Rochellezout genoemd, en  natriumhydroxide in water.

## Gebruik
Van beide vloeistoffen wordt een kleine gelijke hoeveelheid toegevoegd aan de te onderzoeken stof. Vervolgens wordt het mengsel verwarmd. Indien de te onderzoeken stof een aldehyde-groep bevat, ontstaat een roodbruin neerslag. Ketonen (met uitzondering van alfa-hydroxy-ketonen) en aromatische aldehyden reageren niet met het fehlingsreagens.

## Werking
De werking van fehlingsreagens is gebaseerd op een redoxreactie.
De aldehyde-groep wordt geoxideerd tot een carbonzuur-groep:
{\displaystyle {\ce {R-CHO + 2 OH- -> R-COOH + H2O + 2 e-}}}
Het kopersulfaat wordt gereduceerd tot koper(I)oxide:
{\displaystyle {\ce {2 Cu^2+ + 2 OH- + 2 e- -> Cu2O + H2O}}}
De volledige reactie is derhalve:
{\displaystyle {\ce {2 Cu^2+ + R-CHO + 4 OH- -> Cu2O + R-COOH + 2 H2O}}}
Het hierbij ontstane koper(I)oxide is de roodbruine neerslag.